# Gifaffaire

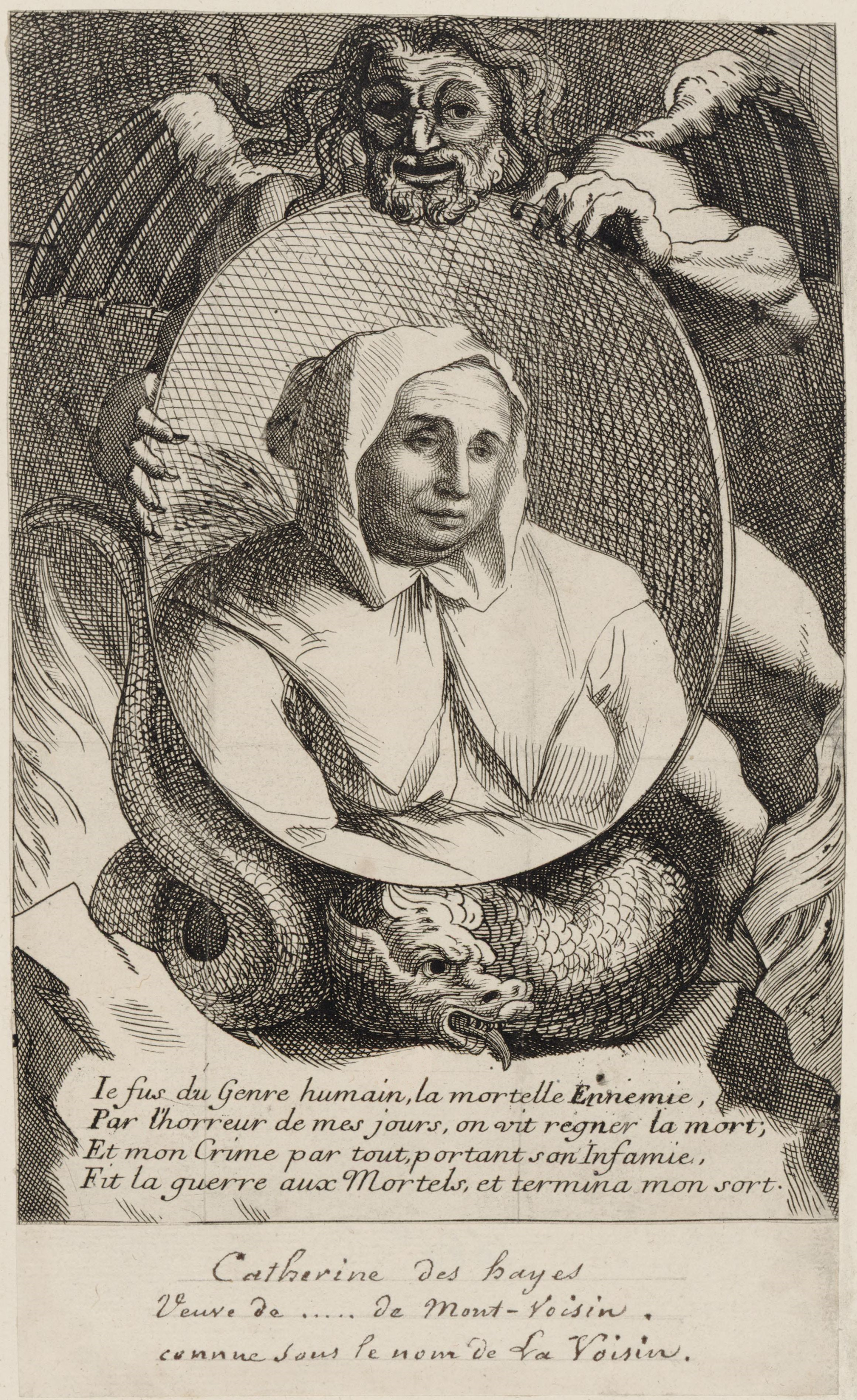
Catherine Monvoisin, "La Voisin", een van de belangrijkste centrale figuren in de affaire.

De Gifaffaire (Frans: L'affaire des poisons) was een groot moordschandaal in Frankrijk ten tijde van de regering van Lodewijk XIV van Frankrijk. Tussen 1677 en 1682 werden honderden personen beschuldigd van vergiftiging en hekserij, onder wie verschillende leden van de Franse aristocratie. Een speciale kamer stelde 442 personen in beschuldiging, verrichtte 319 aanhoudingen en sprak 104 vonnissen uit (waaronder 36 doodstraffen, vijf galeistraffen en 23 verbanningen).
Historicus Luc Panhuysen betitelde de gifaffaire als een cultuurschok, een botsing tussen twee beschavingen. Namelijk die van de prille Verlichting die in aanraking kwam met de magische en bijgelovige middeleeuwen.

## Voorgeschiedenis
In de jaren zeventig van de zeventiende eeuw gonsde het in Parijs van geruchten over gifmoorden die in de aristocratie plaatsvonden. In 1676 werd Marie-Madeleine Dreux d'Aubray in de kelders van de Conciergerie gemarteld vanwege de moorden die zij op haar eigen familie had gepleegd. De onderzoeksrechters waren ervan overtuigd dat Dreux d'Aubray niet alleen had gehandeld en ze waren op zoek naar meer namen. De martelingen hadden niet het gewenste effect en op 17 juli 1676 werd ze op de Place de Grève onthoofd.

## Chambre Ardente
In maart 1679 gaf Lodewijk XIV van Frankrijk opdracht tot het instellen van een speciale onderzoekscommissie die zich exclusief moest wijden aan de arrestanten in de gifzaak van Dreux d'Aubray. Lodewijk XIV was tot deze beslissing gekomen omdat hij ervan overtuigd was dat de gifzaak ook aan zijn eigen hof speelde. In deze speciale commissie, die de bijnaam Chambre Ardente (de brandkamer) zou krijgen, nam ook oorlogsminister Louvois zitting, samen met de politiechef van Lodewijk XIV, Gabriel Nicolas de La Reynie. Deze laatste kreeg zoveel macht van de koning dat hij tegelijkertijd als speurder, openbaar aanklager en rechter kon optreden. Hiermee zette Lodewijk ook het Parlement van Parijs buitenspel, dat normaal gesproken over dit soort zaken besliste. De koning deed dit bewust omdat hij het prestige van de Franse adel hoog wilde houden.

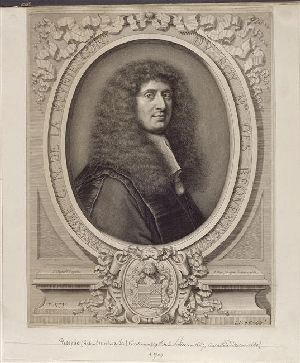
Gabriel Nicolas de La Reynie had namens de koning de leiding over het omvangrijke onderzoek naar de gifaffaire.

Een maand na de oprichting van de Chambre Ardente werd de eerste arrestatie aan het hof van Versailles verricht en naarmate het onderzoek vorderde werden er steeds meer leden van het netwerk aan de tand gevoeld. Bij de ondervragingen viel herhaaldelijk de naam van Catherine Monvoisin, bijgenaamd La Voisin, die in het centrum zou staan van de waarzeggerij en gifbrouwerij. Op 12 maart 1679 werd zij bij haar parochiekerk door de mannen van La Reynie opgepakt. Via haar kreeg La Reynie de naam van een hooggeplaatste adellijke vrouwe die bij haar klant was, Françoise de Dreux. Toen zij ook opgepakt werd zorgde dat voor veel ophef binnen het Franse hof.
De gifmengsters Marie Vigoreaux en Marie Bosse waren belangrijke gevangenen die veelvuldig werden gemarteld om namen los te krijgen. Zij lieten de namen vallen van machtige figuren die betrokken zouden zijn, zoals de Maarschalk van Luxembourg. Het schandaal wist zelfs de slaapkamer van de koning te bereiken. Ook zijn maîtresse Madame de Montespan ontkwam niet aan de beschuldigingen. Zij zou zes jaar lang een klant zijn geweest van La Voisin. Ook andere namen van minnaressen van de koning werden genoemd door La Voisin.
De Chambre Ardente beging ook enkele blunders. Zo waren ze niet in staat om Marie Anne Mancini goed te ondervragen, terwijl ze daarentegen op basis van valse informatie te lang de burggravin van Roure hadden ondervraagd. Op 19 februari 1680 werd La Voisin berecht en schuldig bevonden en na haar dood zette La Reynie zijn vervolging van de vermeende heksen door. Ook de abt Étienne Guibourg ontkwam niet aan de martelkamers van La Reynie; de abt werd beschuldigd van het uitvoeren van zwarte missen. De abt bekende de beschuldigingen die aan zijn adres werden geuit. Ook bekende hij de betrokkenheid van Madame de Montespan bij zijn missen.
In de lente van 1681 werd La Reynie echter meegedeeld dat hij het onderzoek naar de betrokkenheid van Montespan zou moeten staken. Nog een jaar lang bleef La Reynie actief, tot de Chambre Ardente op 21 juli 1682 door Lodewijk XIV werd ontbonden. In de drie jaar dat de brandkamer actief was geweest had de kamer in totaal 104 zaken behandeld en waren er 36 doodsvonnissen uitgesproken. Door de martelingsmethoden van La Reynie kwamen er ook twee mensen bij de martelingen om het leven en werden er zeventien onschuldige mensen veroordeeld.

## Nasleep
Beschuldigden uit de entourage van Madame de Montespan werden zonder vonnis levenslang opgesloten in kerkers aan de rijksgrenzen te Besançon en Salins-les-Bains. Op een enkeling na kwamen de slachtoffers uit de lagere standen van Parijs. Zelf bleef Madame de Montespan aan als surintendante van de hofhouding van koningin Maria Theresia, al zou ze weldra haar positie als belangrijkste minnares van Lodewijk XIV verliezen aan Madame de Maintenon.
Lodewijk XIV zorgde ervoor dat het onderzoek na hem niet kon worden hernomen: op 13 juli 1709 beval de koninklijke raad de vernietiging van alle archieven van de Chambre Ardente. Slechts door de afschriften die La Reynie buiten het medeweten van de vorst bijhield, zijn de procedurele details ons bekend.